# Prochiron legum

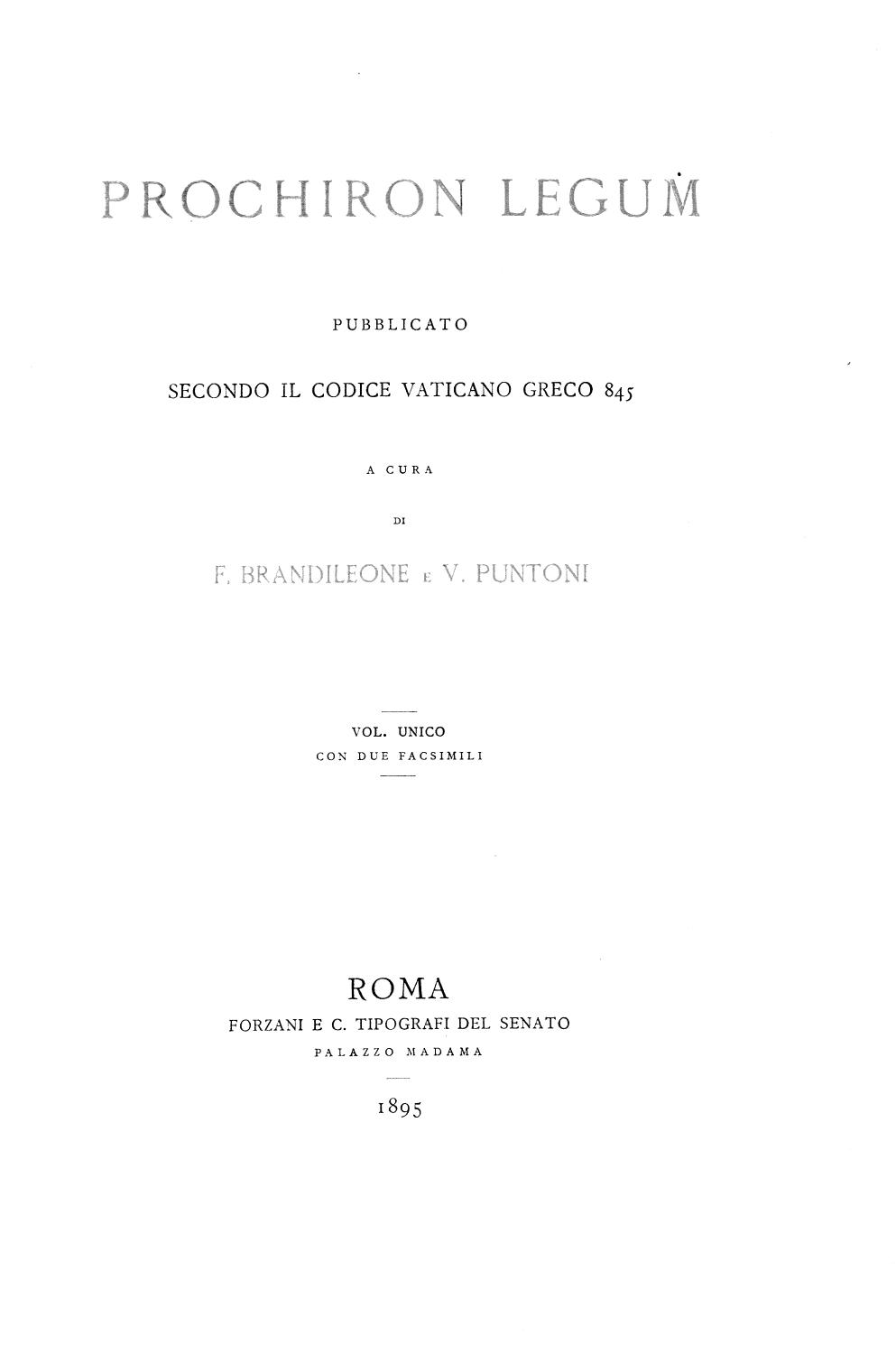
Francesco Brandileone (Hrsg.), Prochiron Legum pubblicato secondo il cod. Vat. gr. 845, 1895

Das Prochiron legum (= Handbuch der Gesetze), auch Prochiron Calabriae genannt, ist ein mittelbyzantinisches Rechtsbuch.
Es ist nur im Codex Vaticanus graecus 845 überliefert und umfasst 40 bzw. 41 Titel. Quellen des Werkes sind eine besondere Version der Ekloge ton nomon und eine – mit Kapiteln aus der Eisagoge tu nomu angereicherte – Fassung der Epitome Legum. Der (unbekannte) Kompilator gab seine Vorlagen nicht wörtlich, sondern in Stil und Wortschatz vereinfacht wieder. Das Rechtsbuch entstand im 12. Jahrhundert im normannischen Süditalien, vielleicht im 3. Viertel dieses Jahrhunderts in Amalfi.

## Edition
- Francesco Brandileone, Vittorio Puntoni: Prochiron Legum pubblicato secondo il cod. Vat. gr. 845, Forzani, Rom 1895 (Volltext).